# Football-Club Bavois
Il Football Club Bavois è una società di calcio svizzera della città di Bavois. La sua fondazione risale al 1º marzo 1941.
Milita nella 1ª Lega.

## Cronistoria
- 1941 - 2003: ?
- 2003 - 2004: Quarta Lega
- 2004 - 2006: Terza Lega
- 2006 - 2009: Seconda Lega
- 2009 - 2014: Prima Lega
- 2014 - 2016: 1ª Lega
- 2016 - oggi: Promotion League

(Legenda: Divisione Nazionale A = 1º livello / Divisione Nazionale B = 2º livello / Prima Lega = 3º livello / Seconda Lega = 4º livello / Terza Lega = 5º livello / Quarta Lega = 6º livello / Quinta Lega = 7º livello / Sesta Lega = 8º livello)

## Stadio
Il FC Bavois gioca le partite casalinghe allo stadio del Terrain des Peupliers costruito nel 2003. Le dimensioni sono 100 m per 63.6 m.

## Allenatori
| - ???? - 2012 René Zingg - 2012 - Bekim Uka |

## Palmarès

### Competizioni interregionali
- Seconda Lega interregionale: 1

2012-2013 (gruppo 2)

### Altri piazzamenti
- 1ª Lega:

Terzo posto: 2014-2015 (gruppo 1), 2015-2016 (gruppo 1)
- Seconda Lega interregionale:

Secondo posto: 2008-2009 (gruppo 2)
Terzo posto: 2010-2011 (gruppo 1)